# Вія

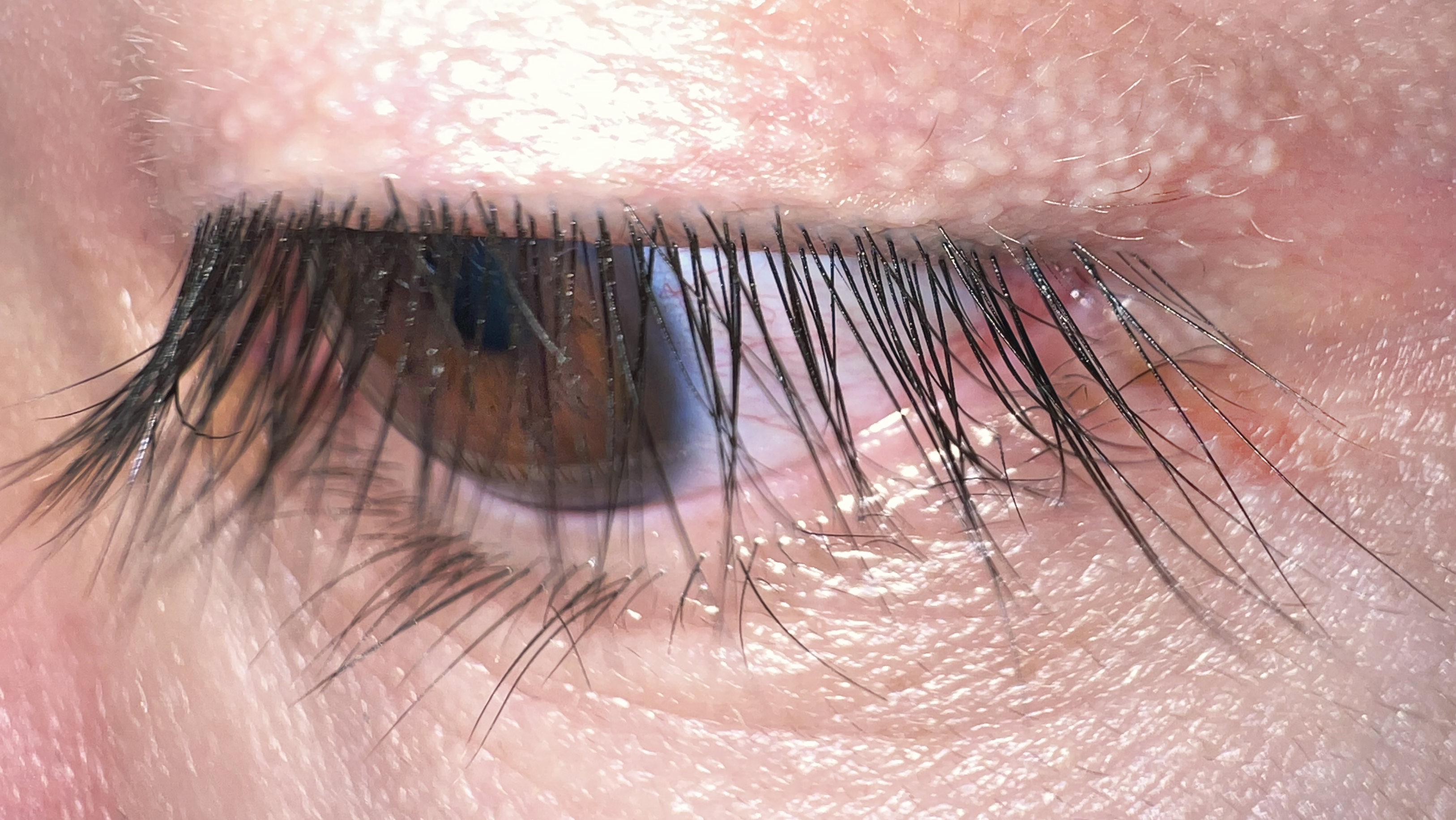
Вії людини

Ві́ї (лат. cilia, однина cilium) — волосинки, що вкривають краї повік у ссавців.  Вії ростуть до шести шарів на кожній верхній і нижній повіках. Вії слугують для захисту очей від сміття, пилу та дрібних часток і дуже чутливі до дотику, таким чином забезпечуючи попередження про те, що предмет (наприклад, комаха або ворсинка) знаходиться поблизу ока, яке потім рефлекторно закривається або тріпотить, щоб позбавити область об’єкта. У деяких тварин, як миші чи коти, вони також виконують ту саму функцію, що й вібриси, оскільки вони чутливі до доторків. Це забезпечує попередження про об'єкт (наприклад, маленькі комахи або пилинки) біля ока (яке закривається рефлексивно). Вії також є важливим компонентом фізичної привабливості та привертають увагу до очей.

## Етимологія
- Результат видозміни давнішої форми *вѣжа «повіка», спорідненої зі стсл. вѣжда «тс.», болг. вежда «брова», схв. вјȅђа «тс.», слн. vêja, які зводяться до псл. *vědja «повіка», що пов’язується з viděti «бачити»;

- видозміна зумовлена, очевидно, впливом дієслова ві́яти;

- семантичне відхилення «повіка → волосся на повіці» пояснюється суміжністю означуваних предметів;
- бр. ве́йка «тс..», ч. vějička «повіка», слц. vejice «вії»[3].

## Функції
У людини вії виконують чотири основні функції:
1. Захищають очі від пилу та сміття, збираючи їх до того, як вони потраплять в око.
2. Викликають мигальний рефлекс у разі наближення стороннього тіла до ока та дотику до вій.
3. Регулюють або зменшують випаровування слізної плівки на рогівці[4].
4. Захищають кон’юнктиву від надмірного світла та ультрафіолетового випромінювання, утворюючи ниткоподібну структуру, подібну до завіси, завдяки їх розташуванню кількома рядами[5][6].

## Структура

### Розвиток
Вії ембріона людини розвиваються з ектодерми між 22-м і 26-м тижнем вагітності. Вії відростають від семи до восьми тижнів, якщо їх висмикнути, але постійне висмикування може призвести до незворотного пошкодження. Їхній колір може відрізнятися від кольору волосся, хоча вони, як правило, темні в тих, хто має темне волосся, і світліші в тих, хто має світле волосся. Волосся на віях не є андрогенним і тому на нього не впливає статеве дозрівання. 

### Довжина
Довжина вій майже повністю залежить від генетики, приміром, жінки мають довші вії, ніж чоловіки. Етнічна приналежність, з іншого боку, не має значного впливу на довжину вій, але натомість впливає на інші характеристики, як-от закрученність, щільність і товщина.
Верхні вії зазвичай завдовжки 7-8 мм незалежно від статі. Таким чином, вії людини вважаються надзвичайно довгими, коли вони мають довжину 10 мм або більше, що може статися при трихомегалії. Середня довжина нижніх вій — від 5 до 6 мм. Найдовші вії зазвичай ростуть від центру. Довжина, товщина та темність людських вій значно зменшуються з віком, тому довгі та густі вії іноді розглядаються як ознака молодості.

### Товщина
Вії ростуть густими біля коренів і мають звужені кінці. Люди азійських національностей мають значно густіші вії, ніж люди європеоїдних національностей. Так, середній діаметр вій серед перших становить 71,7 мкм, а в останніх — 61,0 мкм. Однак кількість вій на повіках менше в азійців, які зазвичай мають 150 волосків на верхній повіці, ніж у європеоїдів, які зазвичай мають 170 волосків на верхній повіці. 

### Закрученність
Вії ростуть назовні як від верхньої, так і від нижньої повіки, з різним ступенем закрученності. Люди кавказької національності мають більш закручені вії, ніж представники азійської національності. Проте ступінь закрученості суттєво різниться навіть у межах популяції чи етнічної приналежності, тому люди азійської національності також можуть мати природно сильно закручені вії. 

### Щільність
Кількість окремих вій на верхній повіці зазвичай становить від 90 до 160, а на нижній повіці — від 75 до 80. Кількість фолікулів і, отже, вій не можна збільшити після народження, оскільки вони розвиваються під час ембріогенезу. 

## Хвороби
Існує ряд захворювань або розладів, що стосуються вій:
- Мадароз — це випадання вій.
- Дистихіаз — це аномальний ріст вій з певних ділянок повік.
- Трихіаз —  врослі вії.
- Вії можуть бути заражені паразитичними крабовими вошами.
- Зовнішній гордеол або ячмінь — це гнійне запалення інфікованих фолікулів вій і навколишніх сальних (залоза Цейса) і апокринних (залоза Молла) залоз краю повік.
- Трихотиломанія — це розлад, який спонукає хворого виривати волосся на голові, вії тощо.
- Demodex folliculorum (або демодецид) — це невеликий кліщ, який живе у віях та інших волосяних фолікулах, і приблизно у 20% людей живуть ці кліщі. Іноді вони можуть викликати блефарит.
- Люди з весняним кератокон’юнктивітом мають довші вії[18], причому посилений ріст, ймовірно, є результатом запалення очей, яке супроводжує стан.
- Трихомегалія – це стан аномально довгих і/або пишних вій (об’єктивні критерії – вії довжиною 12 мм і більше на верхніх повіках)[19].

Операції з пересадки вій можуть допомогти відновити втрачені або пошкоджені вії. Процедура також може бути використана для збільшення кількості фолікулів вій, щоб підвищити їхню щільність. Трансплантовані волоски зазвичай не мають звуженої структури справжніх вій і продовжують рости з тією ж швидкістю, що й волосся з ділянки, з якої було вилучено фолікул. Таким чином, вони потребують догляду підстриганням.

## Суспільство і культура
Виразні, пишні вії здавна вважалися ознакою краси в багатьох культурах, майже в усьому світі,  і як такі дуже бажані, особливо жінками. Довші та густіші вії також можуть мати позитивний психологічний вплив на жінок.  Незважаючи на те, що вони не відрізняються за статтю та не є вторинною статевою ознакою, довгі, настовбурчені вії часто вважаються жіночою рисою, а дослідження показують, що жінки з довшими віями сприймаються як більш здорові та жіночні.  Тим не менш, довгі вії вважаються привабливою рисою обличчя як чоловіків, так і жінок.  З іншого боку, жінки хадза, як відомо, самі підстригають собі вії.  Тим не менш, вії середньої довжини вважаються найпривабливішими для азіатських, індійських, чорношкірих і білих облич. 
Стародавні римляни вважали довгі вії складовою естетично ідеальних очей. Пліній Старший писав, що вії випадали від сексуальної надмірності, тому жінки хотіли мати довгі вії як символ цнотливості.  Це могло мати медичне підґрунтя, оскільки симптомом сифілісу часто є алопеція вій, що свідчить про те, що люди з короткими або рідкісними віями були безладними в статевому житті.
Традиційна система письма мейтей має дві літери (символи), пов’язані з віями. Буква «ꯄ» («Paa») символізує людську вію, а сама її буквена назва «Paa» мовою мейтей означає «вія» . Він має додаткову форму листа, відому як «Pa Lonsum» («ꯞ»). 

### Невербальне спілкування
Вії та повіки відіграють важливу роль у зоровому контакті та невербальній комунікації . Добровільне повільне моргання або швидке кілька разів поспіль — це жіноча кокетлива поведінка, яку зазвичай називають «кажан вією», «кажан/ляпання віями» або «тріпотіння/тріпотіння віями».

### Косметика
Оскільки довгі вії є естетично привабливими та розглядаються як бажана риса, яка додає фізичної привабливості, деякі люди прагнуть збільшити довжину своїх вій штучно за допомогою нарощування вій , накладних вій, прикріплених до повіки, косметики або засобів для росту. Крім того, закручені вії також помітніші, вони можуть краще відображати свою довжину, особливо якщо дивитися спереду. Покращеного зовнішнього вигляду підкручених вій можна косметично досягти за допомогою завивки вій або завивки вій . Однак ці методи фізично не подовжують вії.
Кохль, чорна підводка (зазвичай сульфід сурми або сульфід свинцю ), використовувався ще в бронзову добу , щоб затемнити край повік (тільки в нижній частині вій). У Стародавньому Єгипті його також використовували багаті та королівські особи для прикрашання очей. Сучасний макіяж очей включає туш, підводку , маску для очей і тіні для підкреслення очей. Двадцяте століття стало початком переконливих накладних вій, популярних у 1960-х роках.
Перманентне фарбування вій і нарощування вій також стали популярними процедурами, навіть у досить простих салонах. Також можна зробити трансплантацію вій , яка за своєю природою схожа на трансплантацію волосся, яку часто роблять на голові. Оскільки волосся пересаджується з волосся на голові, нові вії продовжуватимуть рости, як волосся на голові, і їх потрібно буде регулярно підстригати. 
Latisse був представлений у першому кварталі 2009 року Allergan як перший препарат, який отримав схвалення FDA для росту вій. Латис — це розчин біматопросту, аналога простагландину і активного компонента препарату від глаукоми Люміган. За словами Allergan, помітний ріст вій відбувається протягом 16 тижнів. Повідомляється, що ріст відбувається переважно на верхніх віях, довжина яких збільшується на 25%.  Крім того, за останнє десятиліття спостерігалося швидке зростання розвитку кондиціонерів для вій. Ці кондиціонери призначені для збільшення здоров’я та довжини вій. Багато хто використовує екстракт насіння, мінерали та інші хімічні речовини для досягнення цих результатів. 
Нещодавно косметичні компанії покладалися на наукові дослідження простагландинів і сигнальних шляхів Wnt/b-катеніну для розробки продуктів для вій. Хоча біматопрост ефективний у сприянні посиленого росту здорових вій і придаткових волосків, його ефективність у пацієнтів із гніздовою алопецією вій є спірною.  Деякі косметичні бренди почали використовувати пептиди у своїх рецептурах, а не простагландини через нормативні правила в таких місцях, як Канада та Каліфорнія. 

## Вії тварин
Вії, будучи волоссям, є у ссавців . Вії у верблюдів надзвичайно довгі та густі. У коней і корів також є вії. У деяких порід собак і коней часто зустрічаються спадкові проблеми з віями.
Вії є рідкісною, але невідомою особливістю птахів. У птахів-носорогів виступають вії ( рудиментарне пір’я без зубців ), як і у страусів . Серед рептилій лише гадюки війні мають набір змінених лусочок над очима, які дуже схожі на вії.